# Аллера (Коррез)
Аллера́ (фр. Alleyrat, окс. Alairac) — коммуна во Франции, находится в регионе Лимузен. Департамент — Коррез. Входит в состав кантона Мемак. Округ коммуны — Юссель.
Код INSEE коммуны — 19006.
Коммуна расположена приблизительно в 370 км к югу от Парижа, в 85 км восточнее Лиможа, в 50 км к северо-востоку от Тюля.

## Население
Население коммуны на 2008 год составляло 103 человека.
| 1962 | 1968 | 1975 | 1982 | 1990 | 1999 | 2008 |
| ---- | ---- | ---- | ---- | ---- | ---- | ---- |
| 103  | 130  | 102  | 83   | 96   | 99   | 103  |

## Администрация
| Период | Период | Фамилия     | Партия | Примечания |
| ------ | ------ | ----------- | ------ | ---------- |
| 2001   | 2008   | Жозеф Ледьё |        |            |
| 2008   |        | Серж Перо   |        |            |

## Экономика

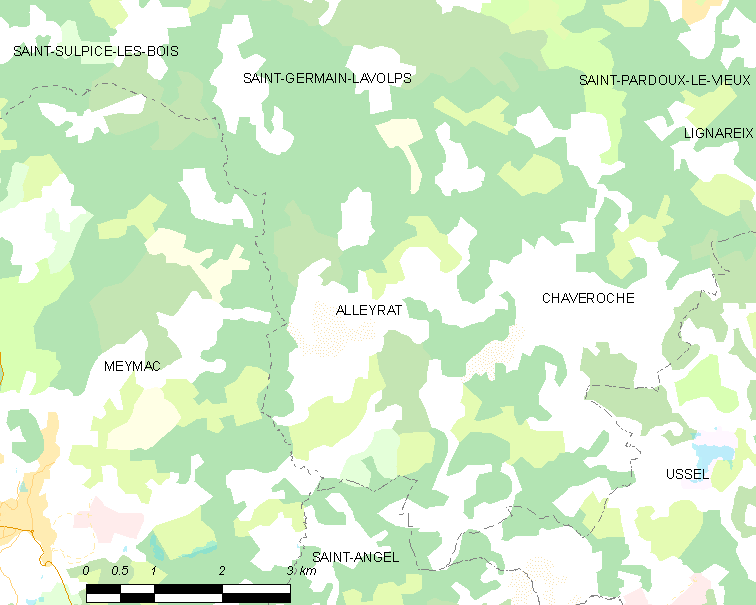
Карта коммуны

В 2007 году среди 55 человек в трудоспособном возрасте (15-64 лет) 42 были экономически активными, 13 — неактивными (показатель активности — 76,4 %, в 1999 году было 71,9 %). Из 42 активных работали 40 человек (20 мужчин и 20 женщин), безработных было 2 (2 мужчин и 0 женщин). Среди 13 неактивных 7 человек были учениками или студентами, 2 — пенсионерами, 4 были неактивными по другим причинам.

## Достопримечательности
- Церковь Сен-Пьер (XIV век). Памятник истории с 1975 года[3]